# باشگاه فوتبال لاسک
باشگاه فوتبال لاسک (انگلیسی: LASK) یک باشگاه اتریشی حاضر در اوبراسترایش در شهر لینتس می باشد که در بوندس‌لیگا اتریش مشغول به بازی می باشد.